# Rainforest Alliance
Rainforest Alliance (Альянс Тропічних Лісів) є міжнародною неурядовою організацією (НУО), яка має штат у більш ніж 20 країнах і працює в більш ніж 70 країнах. Його заснував у 1987 році Деніел Кац, американський екологічний активіст, який є головою ради директорів. НУО заявляє, що її місія полягає в «створенні більш сталого світу за допомогою соціальних і ринкових сил для захисту природи та покращення життя фермерів і лісових громад». Її робота включає надання екологічної сертифікації для сталого розвитку сільського господарства. Паралельно зі своєю програмою сертифікації Rainforest Alliance розробляє та реалізує довгострокові програми збереження та розвитку громад у низці критично важливих тропічних ландшафтів, де товарне виробництво загрожує здоров'ю екосистеми та добробуту сільських громад.
Rainforest Alliance — це багатостороння керівна група, орієнтована на продукт, яка поєднує інтереси компаній, фермерів, лісників, громад і споживачів для виробництва стійких і гармонійних товарів.

## Об'єднання з UTZ
У червні 2017 року Rainforest Alliance і UTZ оголосили про намір об'єднатися, а в січні 2018 року злиття було юридично завершено.
Робота Rainforest Alliance продовжується в Латинській Америці, Африці та Азії.
У 2020 році новий Альянс Rainforest Alliance випустив новий стандарт сертифікації, заснований на попередньому стандарті сталого сільського господарства Альянсу тропічних лісів і стандарті сертифікації UTZ. Дві попередні програми сертифікації продовжуватимуть працювати паралельно, і ферми продовжуватимуть мати сертифікат Rainforest Alliance або UTZ до переходу на новий стандарт 2020 року. Аудити на відповідність новому стандарту мали розпочатися в липні 2021 року.

## Програми

### Сертифікація сталого сільського господарства
Програма сталого сільського господарства Rainforest Alliance включає навчальні програми для фермерів і сертифікацію малих, середніх і великих ферм, які вирощують понад 100 різних культур, включаючи каву, чай, какао та банани. (Rainforest Alliance поступово припиняє сертифікацію великої рогатої худоби, оскільки вона не входить до сфери дії Програми сертифікації 2020 року.) Останніми роками Rainforest Alliance значно розширив свою роботу з дрібними власниками, які включають понад 2 мільйони фермерів, сертифікованих організацією. Щоб отримати сертифікат, ферми повинні відповідати стандарту сталого сільського господарства, який розроблений для збереження екосистем, захисту біорізноманіття та водних шляхів, збереження лісів, зменшення використання агрохімікатів, покращення засобів до існування та захисту прав і добробуту працівників і місцевих громад. Альянс тропічних лісів заохочує підприємства та споживачів підтримувати стале сільське господарство шляхом пошуку або вибору продуктів, вирощених на сертифікованих фермах. Станом на 2019 рік понад 5 мільйонів гектарів сільськогосподарських угідь керуються раціонально відповідно до сертифікату Rainforest Alliance.

### Норми та критерії посівів
Стандарт сталого сільського господарства Rainforest Alliance 2017 ґрунтувався на системі поступового вдосконалення, де щороку потрібно було виконувати нові вимоги. Щоб ферма була спочатку сертифікована, вона повинна була досягти 100 відсотків критичних критеріїв і 50 відсотків критеріїв постійного вдосконалення в кожній групі критеріїв. Вимоги до ферм нового стандарту сталого сільського господарства 2020 року включають основні вимоги та вимоги щодо вдосконалення. Основні вимоги окреслюють основні методи сталого ведення сільського господарства, яких необхідно виконати для отримання сертифікації, і оцінюються відповідно до моделі «пройшов/не пройшов». Вони включають програму збереження екосистеми; охорона диких тварин і водних шляхів; використання засобів захисту працівників; інструкції з використання агрохімікатів; заборона трансгенних культур і впровадження системи «оцінки та вирішення» для моніторингу та пом'якшення ризиків дитячої праці, примусової праці, дискримінації та насильства та домагань на робочому місці. Вимоги щодо вдосконалення розроблені для подальшого сприяння та вимірювання прогресу на шляху до стійких практик. Вони класифікуються як обов'язкові або самовибрані. Деякі вимоги до вдосконалення: «пройшов/не пройшов», а інші вимірюються за допомогою розумних лічильників.
Розумні лічильники дають фермерам спосіб встановити цілі для своїх ферм на основі того, що є найбільш вигідним і здійсненним у їхніх конкретних умовах. Замість попередньо визначених цілей, встановлених Rainforest Alliance, фермери встановлюватимуть власні цілі щодо покращень і визначать необхідні дії, необхідні для їх досягнення. Наприклад, хоча всі ферми повинні призначити особу або комітет для вирішення проблем гендерної рівності та проведення базової оцінки ризиків, кожна з них може встановити власні щорічні цілі для вирішення більш конкретних гендерних розбіжностей, пов'язаних із їхнім контекстом.

### Сертифікована печатка Rainforest Alliance
Печатка Rainforest Alliance Certified з'являється лише на продуктах, які відповідають стандартам урожаю та критеріям, описаним вище. У лютому 2008 року Ethical Corporation назвала сертифікацію Rainforest Alliance «суворою, незалежно перевіреною схемою». Станом на 2019 рік понад 5000 компаній купують або продають продукцію на сертифікованих фермах Rainforest Alliance, а сертифіковану печатку Rainforest Alliance можна побачити в більш ніж 100 країнах. Станом на червень 2015 року 13,6 % світового виробництва какао та 15,1 % чаю надходить із сертифікованих ферм Rainforest Alliance. Станом на 2017 рік 5,7 відсотка кави у світі надходить із сертифікованих ферм Rainforest Alliance.

### Сталий туризм
Rainforest Alliance був піонером у визнанні сталого туризму третіми сторонами, співпрацюючи з готелями, туроператорами в'їзних і виїзних турів та іншими туристичними підприємствами, щоб допомогти їм покращити їхні екологічні, соціальні та економічні практики. З 1 жовтня 2018 року Preferred by Nature взяла на себе управління Стандартами стійкого туризму Альянсу тропічних лісів для готельних і готельних послуг і туроператорів. Наразі туристичні підприємства можуть використовувати печатку зеленої жаби Rainforest Alliance, коли вони отримають сертифікат відповідно до стандарту Preferred by Nature's Sustainable Tourism, визнаного Глобальною радою сталого туризму.

### Боротьба зі змінами клімату
Rainforest Alliance перевіряє відповідність вуглецево-компенсуючих проєктів стандартам, які стосуються поглинання парникових газів, збереження біорізноманіття та сталого життєзабезпечення. Rainforest Alliance верифікує проекти за стандартами Climate, Community & Biodiversity Alliance, Chicago Climate Exchange and Plan Vivo.
Для того, щоб фермери могли використовувати печатку Rainforest Alliance Certified™, їм необхідно захищати і відновлювати земний покрив. Rainforest Alliance також допомагає фермерам вимірювати і перевіряти вуглець, накопичений на їх фермах, і сприяє новим проектам, спрямованим на збільшення секвестрації вуглецю на фермі.

## Історія
Rainforest Alliance була заснована Деніелом Кац (Daniel Katz) в 1987 році під час конференції, присвяченій екологічній кризі, що загрожує вологим тропічним лісам. Основною проблемою він бачив методи поводження з навколишнім середовищем. Деніел Кац заснував Rainforest Alliance всього через два роки після закінчення коледжу. У перші роки існування організації Rainforest Alliance, Деніелу Кац було важко знайти однодумців, які хотіли б внести зміни в практику ведення бізнесу.
У 1989 році була запущена програма Rainforest Alliance's SmartWood. 1990-го по програмі SmartWood сертифіковане перше лісове господарство в Індонезії. У 1991 році сертифіковані лісові господарства в Гондурасі, Мексиці і Белізі.
У 1990 році випущені стандарти Banana standards. Перші сертифікати Rainforest Alliance agriculture були видані двом банановим фермам в Коста-Риці і на Гаваях. Були сертифіковані перші дві бананові ферми, що належать бренду «Chiquita».
У 1995 році сертифіковані перші кавові плантації в Гватемалі. В тому ж році Rainforest Alliance отримує премію Петера Друкера (Peter F. Drucker Award) в області Некомерційних інновацій. Спільна робота з компанією Gibson USA призводить до появи перших у світі сертифікованих гітар.
У 1998 році для розробки керівництв з питань сталого сільського господарства заснована організація «Conservation Agriculture Network», пізніше перейменована в «Sustainable Agriculture Network» (SAN).
У 2000 році Деніел Кац йде з поста виконавчого директора і займає місце голови Ради директорів. Виконавчим директором організації стає Тенсі Вілан.
У 2001 році сертифікація «SmartWood certifications expand» розширена шляхом включення сертифікації муніципальних лісів, національних парків, кленового сиропу, олівців і сноубордів. Запущена програма освітньо-дослідницьких систем розвитку освіти (Training Research Extension Education Systems -TREES), спрямована на надання можливості для сертифікації лісових господарств малих і корінних народів, а також місцевих громад.
У 2002 році у 120 компаніях і кооперативах впроваджені практики сталого розвитку Rainforest Alliance.
У 2004 році загальна площа сертифікованих лісових угідь сягає 33 мільйонів акрів (130,000 км). Запущено портал www.eco-indextourism.org, база даних організацій в сфері сталого туристичного бізнесу.
У 2007 році випущені стандарти на чай — «Unilever» оголошує про перехід на використання сертифікованої RA сировини для створення чаю під марками «Lipton» і «PG Tips».
У 2008 році компанія «McDonald's» в Новій Зеландії та Австралії переводить всі заклади «McCafe» на використання сертифікованих кавових зерен.
У 2010 Деніел Кац покинув Rainforest Alliance і приєднався до фонду Overbrook foundation.
Тенсі Вілан і Rainforest Alliance уклали угоди з компаніями Kraft foods і IKEA, за якими ці компанії зобов'язуються закуповувати продукцію лісових і сільських господарств, що відповідає стандартам сталого екологічного розвитку. Спочатку продукція, сертифікована Rainforest Alliance, більшою мірою була популярна в Європі, але Тенсі Вілан вдалося домогтися визнання такого роду продукції в США.
У 2012 році «Caribou Coffee» стає першою великою кав'ярнею, де використовуються тільки сертифіковані кавові зерна.
У 2017 році Rainforest Alliance і UTZ оголосили про намір об'єднатися.
У 2020 році новий Альянс Rainforest Alliance випустив новий стандарт сертифікації.

## Програма сертифікації Rainforest Alliance 2020
Останніми роками сертифікація Rainforest Alliance була розширена на такі продукти, як ананаси, фундук, кокосова олія, апельсиновий сік та овочі тощо. Наявність печатки в цих продуктах стала додатковою цінністю на комерційній арені. Спеціально для груп роздрібної торгівлі печатка представляє диференціал, який розрізняє та засвідчує, що відповідна культура була вирощена екологічно чистим способом і відповідає певним вимогам. Програми добровільної сертифікації, такі як ця, спрямовані на винагороду виробників, які докладають зусиль для впровадження кращих сільськогосподарських практик, щоб отримати сертифікат. Однак на практиці виробники не завжди винагороджуються за свої зусилля.
Щоб отримати сертифікат Rainforest Alliance, необхідно відповідати певним екологічним, соціальним та економічним критеріям. Таким чином, господарства, які бажають пройти сертифікацію, регулярно проходять аудит відповідності. Вимоги до відповідності включено до програми сертифікації організації, яка була оновлена новими вимогами сталого розвитку в червні 2020 року. Нова програма під назвою «Стандарт сталого сільського господарства» містить нові функції порівняно з попередньою та вимагає більше екологічних, соціальних і економічні умови. Крім того, стандарт сталого сільського господарства складається з двох основних елементів: вимог до ферми та вимог до ланцюга поставок.
Стандарт сталого сільського господарства містить інновації в таких сферах: кліматично розумне сільське господарство, вирубка лісів, збереження біорізноманіття, оцінки, спільна відповідальність, права людини, прожитковий мінімум, безперервне вдосконалення, прожитковий дохід, гарантія на основі оцінки ризику та гендерна рівність. Rainforest Alliance є членом ISEAL, який відповідає вимогам кодексу, а Стандарт сталого сільського господарства незалежно оцінюється відповідно до Кодексу належної практики ISEAL.

## Ландшафтний менеджмент
Rainforest Alliance співпрацює з місцевими громадами, щоб спільно розробляти та впроваджувати стійкі програми збереження та розвитку громад у тропічних регіонах, де товарне виробництво загрожує сільським громадам та екосистемі. Програми інтегрованого управління ландшафтами Rainforest Alliance дозволяють виробникам, компаніям, громадам, місцевим органам влади та неурядовим організаціям обговорювати спільні інтереси та колективні дії.

## Критика і відповідь

### Проблеми з мінімальною ціною
Сертифікація сталого сільського господарства Rainforest Alliance, як і схеми сертифікації UTZ Certified та Organic, не пропонує виробникам мінімальну або гарантовану ціну, тому робить їх уразливими до коливань ринкових цін. Наприклад, у 1980-х роках фунт стандартної кави продавався приблизно за 1,20 долара США; однак у 2003 році фунт продавався приблизно за $0,50, чого було недостатньо, щоб покрити витрати на виробництво в більшості країн світу. Відтоді ціна на каву дещо підскочила, і на кінець 2007 року ціни на арабіку досягли 1,18 долара за фунт.
Незважаючи на те, що багато сертифікованих ферм Rainforest Alliance справді досягають цінових премій за високоякісну продукцію, Rainforest Alliance зосереджується на вдосконаленні всього спектру сільськогосподарських методів. Дослідження сторонніх організацій показали, що підхід організації є ефективним у збільшенні як прибутку, так і чистого доходу для фермерів.
Професор соціології Університету штату Мічиган Деніел Джаффі розкритикував сертифікацію Rainforest Alliance, стверджуючи, що її стандарти «мабуть, набагато нижчі, ніж стандарти справедливої торгівлі» [sic], і сказав, що «вони встановлюють мінімальні житлові та санітарні умови, але не обумовлюють мінімальну ціну на каву. Найважливішим є те, що вони вимагають від власників плантацій лише платити робітникам національну мінімальну заробітну плату, що є сумнозвісно неадекватним стандартом».
The Economist віддає перевагу методу Rainforest Alliance і зазначає, що «гарантування мінімальної ціни [як це робить Fairtrade] означає відсутність стимулу покращувати якість». Вони також відзначають, що любителі кави кажуть, що «якість вареного заварювання за принципом справедливої торгівлі сильно відрізняється. Rainforest Alliance діє по-іншому. Він не гарантує мінімальну ціну чи пропонує премію, але надає поради щодо навчання. Споживачі часто готові платити більше за продукт. з логотипом [Rainforest Alliance] на ньому є додатковим бонусом, а не результатом офіційної схеми субсидій; такі продукти все одно повинні самі постояти за себе на ринку».
Програма сертифікації Rainforest Alliance 2020 сприяє підходу спільної відповідальності, який включає дві нові вимоги до покупців сертифікованих товарів Rainforest Alliance: диференціал сталого розвитку та інвестиції в сталий розвиток. Диференціал сталого розвитку — це «додаткова грошова оплата сертифікованим виробникам понад ринкову ціну товару». Цей платіж повністю вільний від обмежень або вимог щодо його використання. Інвестиції в сталий розвиток — це «грошові або натуральні інвестиції від покупців продуктів, сертифікованих Rainforest Alliance, сертифікованим виробникам з конкретною метою допомогти їм відповідати стандартам сталого сільського господарства».
Щоб усунути структурну нерівність у секторі какао, незмінно низькі доходи та проблеми, з якими стикаються фермери під час переговорів про ціни, Rainforest Alliance запровадить мінімальний диференціал сталого розвитку на рівні 70 доларів США за метричну тонну для своєї програми виробництва какао з липня 2022 року.

### Використання печатки
У середині 2000-х сертифікацію організації критикували за те, що вона дозволяла використовувати свою печатку на продуктах, які містять лише мінімум 30 відсотків сертифікованого вмісту. Однак поточний стандарт вимагає 90 відсотків сертифікованого вмісту або 100 відсотків еквівалентного сертифікованого обсягу через сертифікований ланцюг постачання балансу маси. Винятком із цього правила є трави, де мінімальний поріг становив 40 відсотків до кінця 2021 року, а потім 50 відсотків, і пальмова олія, де мінімальний поріг становить 30 відсотків. У будь-якому випадку продукти, що містять трави та пальмову олію, які відповідають мінімальному порогу, але не відповідають 90-відсотковому порогу, повинні вказувати на етикетці кількість сертифікованого вмісту.

### Позов проти Rainforest Alliance провалився
Стаття в The Guardian повідомляла, що американська некомерційна організація Water and Sanitation Health (WASH) подала цивільний позов проти Rainforest Alliance у 2014 році, стверджуючи, що Rainforest Alliance несе відповідальність за недобросовісний маркетинг, оскільки сертифікує постачальників бананів Chiquita як екологічні, коли вони «забруднюють». пили воду з добривами та фунгіцидами та скидали пестициди в небезпечній близькості від шкіл і будинків" у Гватемалі, що порушує питання про те, що Альянс тропічних лісів нібито сприяв «зеленому промиванню» компаній, які висувають екологічні заяви. У тій же статті Rainforest Alliance назвав звинувачення WASH неправдивими, заявив, що підтримує свою аудиторську практику, а також заперечив проти звинувачень у позові про те, що альянс продає свою підтримку. Некомерційна організація Truth in Advertising також повідомила, що WASH подала до суду на Rainforest Alliance за те, що вона нібито спотворила інформацію про те, наскільки екологічними є його сертифіковані продукти.

### Коста-риканські ананаси
У звіті The Guardian у 2020 році стверджувалося, що деякі виробники ананасів у Коста-Ріці, сертифіковані цією схемою, експлуатували свою робочу силу, використовували незаконні агрохімікати та приховували від аудиторів сотні працівників без документів. Rainforest Alliance заявив, що всі його сертифіковані плантації повинні відповідати суворим аудитам та перевіркам; але у звіті цитується президент Fecon, екологічної групи Коста-Ріки, який сказав, що перевірки були недостатньо суворими, щоб виявити порушення.

### Латиноамериканські виробники бананів
Розробка та публікація Стандарту сталого сільського господарства 2020 року викликала занепокоєння серед кількох латиноамериканських асоціацій виробників та експортерів бананів. Асоціації, які є партнерами Rainforest Alliance і поділяють його амбіції та стійкі цілі, оскаржили нові стандарти та процес прийняття рішень Rainforest Alliance у відкритому листі до організації 17 липня 2020 року. У листі бананові асоціації з Еквадору, Коста-Ріка, Колумбія та Гватемала попросили Rainforest Alliance пояснити процес соціалізації до нового стандарту та висловили свою стурбованість, враховуючи, що лише 2 відсотки їхніх вимог було враховано.
23 липня 2020 року Rainforest Alliance у відповідь провів зустріч з декількома банановими асоціаціями для обміну думками щодо нового стандарту. Як заявив Хуан Хосе Понс, координатор бананового кластеру Еквадору: стандарт «не враховує величезних зусиль і пов'язаних з цим витрат, яких ми докладали за останні роки, як у соціальних, так і в екологічних питаннях. Наші інвестиції не відображені в кінцева ціна, вона не мала повернення, навпаки, європейські супермаркети завжди встановлюють все нижчі й нижчі ціни». Під час зустрічі бананові асоціації поставили під сумнів, чому новий стандарт не вирішує економічних проблем регіону, які частково загострилися через пандемія COVID-19 і хвороба чорна сігатока. У статті El Universo Хосе Антоніо Ідальго, виконавчий директор Асоціації експортерів бананів Еквадору, заявив, що банановим асоціаціям необхідно «досягти угоди з [Альянсом тропічних лісів], інакше нам доведеться шукати альтернативи».
Для цих виробників та експортерів отримання сертифікату Rainforest Alliance має важливе значення, щоб зберегти двері на ринок Європейського Союзу відкритими, куди спрямовується понад 65 відсотків їхнього експорту бананів. У відповідь на триваючі занепокоєння бананових асоціацій Альянс тропічних лісів організував низку круглих столів до грудня 2020 року для обговорення нового стандарту з представниками бананового сектора. Однак станом на листопад 2020 року бананові асоціації продовжували не погоджуватися з планом спільної відповідальності за новим стандартом, згідно з яким підвищення виробничих витрат за новим стандартом буде покладено виключно на виробників бананів. У цьому контексті бананові асоціації продовжили переговори з Альянсом тропічних лісів і роздрібними торговцями Європейського Союзу, щоб вирішити проблему. 27 листопада 2020 року бананові асоціації скликали тристоронній круглий стіл за участю Rainforest Alliance та роздрібних торговців Європейського Союзу для обговорення нового стандарту та майбутньої розробки вказівок щодо спільної відповідальності. Альянс тропічних лісів не був присутній на зустрічі, і виробники бананів згодом запросили зустріч із радою директорів організації.
Альянс тропічних лісів у відповідь організував ще один круглий стіл 18 грудня 2020 року для подальшого обговорення нового стандарту з представниками бананового сектора. Незважаючи на те, що Альянс тропічних лісів підтвердив, що взяв до уваги коментарі всіх зацікавлених сторін, залучених до процесу консультацій, особливо виробників бананів, представники бананової асоціації знову висловили своє невдоволення результатом. Зокрема, вони вважали, що спосіб організації та проведення зустрічі не дозволив відбутися конструктивного діалогу. Крім того, згідно з банановими асоціаціями, пояснення, надані Rainforest Alliance, не роз'яснюють стратегію, за якою буде застосовуватися новий стандарт, який все ще не зміг заповнити кілька прогалин у реалізації концепції спільної відповідальності. Новий спільний стандарт Rainforest Alliance підхід до відповідальності та стандарт сталого сільського господарства 2020 року планується повністю впровадити до середини 2021 року.